# Premis Ondas 1993
Els Premis Ondas 1993 van ser la quarantena edició dels Premis Ondas, fallats el 3 de novembre de 1993. A més de les categories nacionals i internacionals de ràdio i televisió, aquesta edició conté guardons de cinema (atorgats per primer cop el 1991) i de música (atorgats per primer cop el 1992). La gala d'entrega es va celebrar el 23 de novembre¨al Palau Nacional, presentada per Xavier Sardà i Maribel Verdú i fou retransmesa per Canal+.

## Nacionals de ràdio
- Cadena Dial
- Encarna Sánchez de cadena COPE
- La ley de la calle de RNE
- Premi Especial: Miguel Gila

## Nacionals televisió
- Corrida de toros integral Canal plus
- Karlos Arguiñano per El menú de cada día de TVE
- Los ladrones van a la oficina d'Antena 3 TV
- Quico de TV3

## Hispanoamericans ràdio i televisió
- Good Show Telefe, Canal 11 de l'Argentina
- Expedición Cazadoras del aire Coraven de Veneçuela

## Internacionals ràdio
- A look back at the nineties, BBC Radio 4
- Piazza: ledere dag verdwijnt er wel iets de BRTN
- Vieraalla maalla, d'Yleisradio

## Internacionals televisió
- Le choeur des hommes France 2
- El acto en cuestión NOS/VPRO
- Especial pinnic, TVE

## Cinema
- Millor pel·lícula hispanoamericana: Un lugar en el mundo
- Millor director hispanoamericà: Adolfo Aristarain per Un lugar en el mundo
- Millor interpretació: ex aequo per Penélope Cruz i Javier Bardem per Jamón, jamón, Mercedes Sampietro per El pájaro de la felicidad i Juan Echanove per Madregilda.
- Millor director espanyol: Víctor Erice per El sol del membrillo
- Millor pel·lícula espanyola: La ardilla roja de Julio Médem

## Nacionals de música
- Millor cançó: Mi tierra de Gloria Estefan
- Millor clip: Si tú no vuelves de Miguel Bosé
- Millor artista o grup espanyol: El Último de la Fila
- Millor artista o grup llatí: Gloria Estefan
- Millor artista o grup revelació espanyol: Los Rodríguez
- Millor artista o grup revelació llatí: Víctor Víctor
- Millor àlbum: Astronomía razonable d'El Último de la Fila
- Millor labor en música clàssica: Jordi Savall